# Allianz-Hochhaus (Hannover)

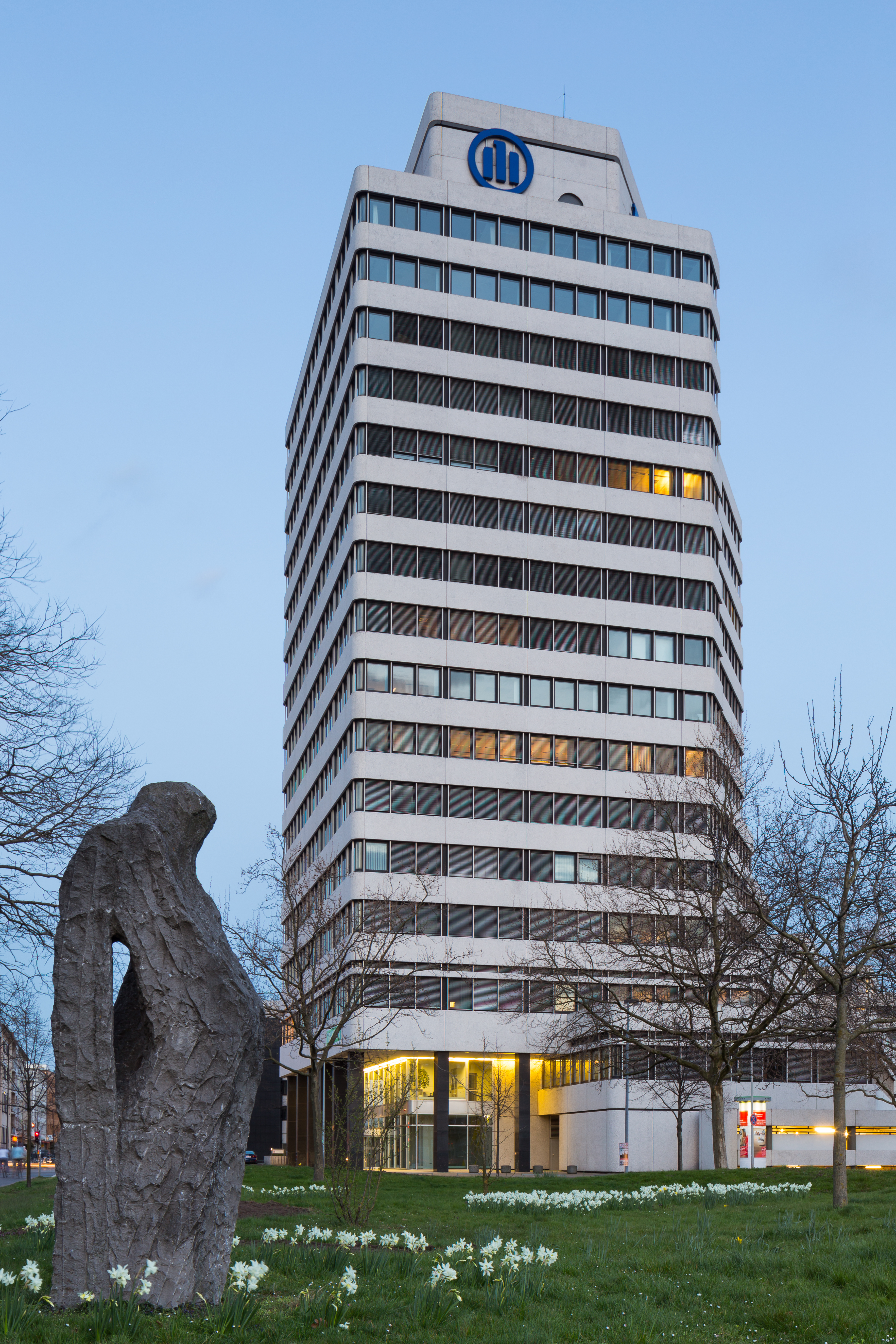
Das Allianz-Hochhaus vom Königsworther Platz aus gesehen hinter dem Skulpturen-Ensemble Etude I-V von Eugène Dodeigne, Teil der Skulpturenmeile

Das Allianz-Hochhaus befindet sich in der Nähe des Königsworther Platzes von Hannover und wurde Anfang der 1970er Jahre für die Allianz-Versicherung gebaut. Mit einer Höhe von 68 Metern zählt das Bürohochhaus zu den zehn höchsten Gebäuden in der niedersächsischen Landeshauptstadt. Standort des heute als Tower 31 vermarkteten Hochhauses ist die Lange Laube 31 im hannoverschen Stadtteil Mitte.

## Geschichte
Das Gebäude wurde in den Jahren 1971 bis 1973 als städtebauliche Dominante südöstlich des sich weit öffnenden Königsworther Platzes nach Plänen des Architekten Arno J. L. Bayer an der Ecke Otto-Brenner-/Brühlstraße errichtet. In den Jahren 1996–2000, 2011 und 2012 wurde es nach Plänen der BN Architekten unter Federführung der Architektinnen Jessica Borchardt und Simone Nentwig modernisiert und dabei von Einzelmieterbüros zu Mehrfachmieterbüros umgewandelt, bei der einzelne Etagen je nach Bürokonzept flexibel umgestaltet werden können. Neben einer Modernisierung der Gebäudetechnik wurde der nahezu vollverglaste neue Haupteingangsbereich durch raumbildende Möbel als Foyer mit Empfangstresen und Sitzmöblierung umgewandelt sowie mit einem dreidimensionalen Werk durch den Künstler Heiko Zahlmann an den Innenwänden versehen. 2014 waren mehrere Etagen des Bauwerks im Eigentum der niederländischen Amelia Asset 1 BV vakant.

## Baubeschreibung

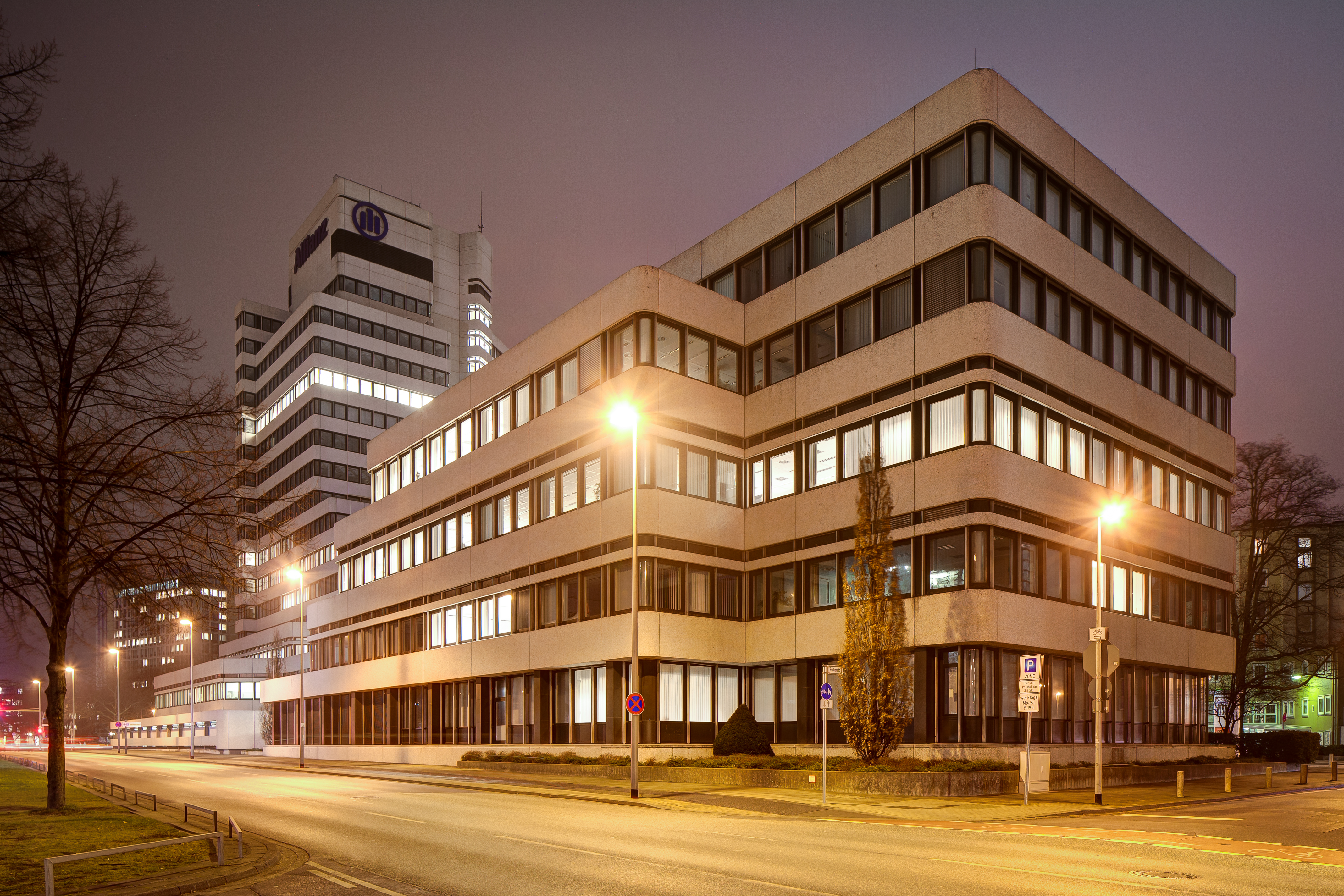
Blick nachts vom Anbau an der Brühlstraße Ecke Escherstraße in Richtung des Büroturmes

Dem 15-geschossigen Büroturm ist an der Brühlstraße ein niedrigerer Seitentrakt angebaut. Die Gebäudeteile werden durch eine Beton-Marmor-Fassade horizontal gegliedert. Von der insgesamt rund 23.000 Quadratmeter umfassenden Bürofläche ist ein Großteil an die Allianz vermietet. Im Turmbereich stehen zur weiteren Nutzung auf fünf Geschossen rund 3500 m² zur Verfügung; die Turmetagen sind 610 bis 775 m² groß. Darüber hinaus verfügt der Bau über 143 Parkplätze.